# Capuchon de connexion

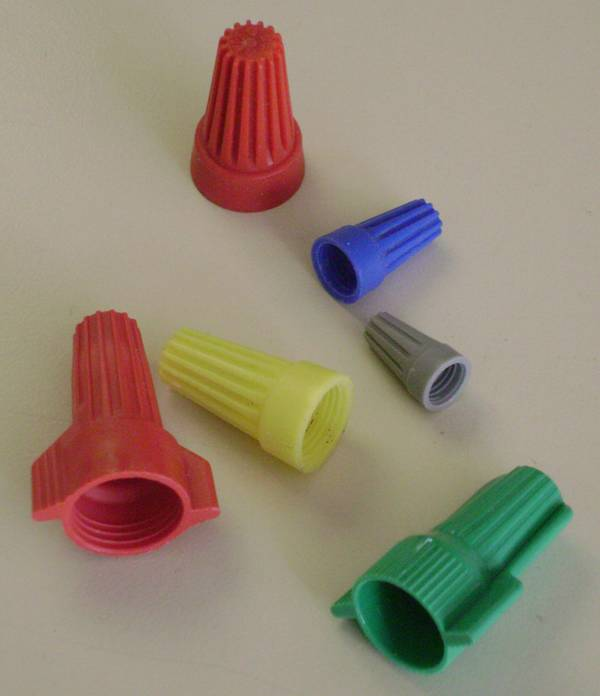
Capuchons de connexion de différentes tailles

Un capuchon de connexion est utilisé pour relier des fils entre eux. Ce dispositif a été inventé par William Marr en 1914. Ils sont aussi connus sous le nom de marrette. Cette appellation fait référence à la marque du produit commercialisé par Thomas & Betts.
Pour installer un capuchon de connexion, on doit vriller les conducteurs. On vient ensuite visser le capuchon sur les fils. La continuité électrique est assurée par le contact des fils entre eux et par le métal situé dans le capuchon. Ces types de connecteurs sont principalement employés avec des fils de cuivre.